# Walter Elliot (naturaliste)
Cet article concerne le botaniste. Pour l'homme politique, voir Walter Elliot (homme politique). Pour le personnage de roman, voir Persuasion (roman).
Pour les articles homonymes, voir Elliott.
Sir Walter Elliot (né le 16 janvier 1803 à Édimbourg - mort le 1er mars 1887) est un botaniste britannique.
Fonctionnaire britannique dans l'Inde coloniale, il était également un orientaliste, linguiste, archéologue, naturaliste et ethnologue qui a travaillé principalement dans la présidence de Madras. Il a étudié au East India Company College à Haileybury et a rejoint en 1820 la fonction publique de la compagnie britannique des Indes orientales à Madras  et y a travaillé jusqu'en 1860.  En 1866, il a été investi Chevalier Commandeur de l' Ordre de l'Étoile d'Inde (KCSI),.